# Little Easton
Little Easton è un villaggio e parrocchia civile nell'Essex, in Inghilterra. Il villaggio è situato a circa 7 miglia (11 km) ad est dalla città di Bishop's Stortford, e 12 miglia (19 km) a nord-ovest dalla città della contea di Chelmsford. La piccola parrocchia di Easton confina ad ovest con il fiume Roding e ad est dal fiume Chelmer. Il villaggio e la parrocchia civile di Great Easton si trovano a 1,6 km a nord.

## Storia
Little Easton fu fondata nel 12 ° secolo ed è registrato nel Domesday Book nel 1086 come Estaines Parva nelle centena di Dunmow.
Little Easton è un villaggio e parrocchia nella centena di Dunmow, e il Rural Deanery di Dunmow ed Arcidiaconato dell'Essex nella diocesi di St Albans. La chiesa parrocchiale di St Mary ha monumenti commemorativi del visconte Maynard (morto nel 1865) e altri della famiglia Maynard dal 1610 al 1746 nella cappella Bouchier. Nel 1882 i resti di antichi dipinti murali erano presenti all'interno della chiesa. La navata nord fu ricostruita nel 1881 per £ 1.500. Un organo fu aggiunto nel 1891 in memoria di Robert St Clair-Erskine, IV conte di Rosslyn da Daisy Greville, Contessa di Warwick al costo di £ 500. Le sedute della chiesa all'epoca erano 200. Il registro della chiesa risale al 1559. Il beneficio era una canonica con residenza donata dai fiduciari del visconte Maynard nel 1882 e, con 38 acri (0,15 km ²) di terra per il sostentamento del parroco donati dalla Contessa di Warwick nel 1902.
Gli ospizi di carità accanto alla chiesa erano per "quattro vedove di età", ma nel 1902 ospitavano sei persone anziane. Una scuola nazionale per ragazzi e ragazze fu costruita per 80 bambini nel 1878 e aveva una media di 1882 presenze di nove e nel 1902 di 54. Nel 1902 esisteva un ufficio postale.
Il territorio della parrocchia era ricoperto da una miscela di terriccio e sabbia, e coltivato principalmente a grano, fagioli, orzo e radici. La superficie nel 1882 era di 1 601 acri (6,5 km ²), e nel 1902, 1 584 acri (6,4 km ²) e 18 acri di acqua. La popolazione nel 1881 era di 295 abitanti, e nel 1901 era di 325 persone.
Vivevano nella parrocchia Lord e Lady Brooke, il conte e la contessa di Warwick, a Easton Lodge. Nel 1882 anche il conte di Rosslyn viveva all'Easton Lodge, al 51 Grosvenor Street. I dipendenti parrocchiali nel 1882 comprendevano tre contadini, uno dei quali era anche un mugnaio, un ufficiale giudiziario, un commerciante di birra, un fanwright (creatore di fan), due negozianti, il pubblicista della Locanda Stag, un ragioniere, un agente al conte di Rosslyn e un commesso alle proprietà di Easton. Nel 1902 il numero di agricoltori e di dettaglianti di birra rimase immutato. La Locanda del Cervo era ancora in funzione. C'erano un tesoriere e un segretario onorario del Workmen's Club, e gli artisti Frank e Charlotte Mura allo studio Mill End. Rimase l'impiegato delle proprietà di Easton, anche se l'agente del conte di Rosslyn non lo fece.
Durante la seconda guerra mondiale l'aviazione americana creò un aeroporto nella vicina Easton Lodge, che era la base del 386 ° gruppo di bombardieri (Marauders) del 9 ° AF USAAF. Anche se l'aeroporto è stato da molto trasformato in campi, la sagoma dell'aeroporto è evidente dall'alto, come visibile attraverso Google Earth, proprio a destra dell'attuale aeroporto di Stansted.

## Easton lodge
Easton Lodge, nel 1882, il defunto seggio del visconte Maynard, fu descritto come una villa in stile elisabettiano, la maggior parte della quale fu distrutta da un incendio nel 1847, dopo di che fu ricostruita per un costo di £ 10.090. La villa era situata in un parco di 800 acri (3 km²), nel 1882 di proprietà di Lady Brooke (in seguito contessa di Warwick), che era Signora del Maniero e il principale proprietario terriero della parrocchia. Il Workmen's Club di Little Easton fu fondato nel 1885 "per l'uso di residenti nella parrocchia e operai impiegati nelle proprietà dell'Easton Lodge"; il club ospitava una biblioteca di 450 volumi e veniva fornita con giornali e periodici.
Easton Lodge fu fondata nel 1597 da Henry Maynard, in sostituzione di un maniero medievale che era situato vicino alla chiesa. La maggior parte della casa originale è stata distrutta nel corso degli anni da incendi, ma c'è un progetto in corso per ripristinare i giardini. Easton Lodge era la casa di Frances Evelyn Maynard (1861-1938), conosciuta anche come Daisy, che divenne Contessa di Warwick e nota "radical chic". La Loggia ha dato il suo nome a una stazione ferroviaria sulla linea ormai chiusa tra Braintree e Bishops Stortford.

## Comunità
La popolazione della parrocchia di Little Easton nel 2011 era di 437 abitanti.
Il pub del villaggio, The Stag, si trova su Duck Street, la strada principale del paese. La chiesa parrocchiale, dedicata a Santa Maria Vergine è un monumento classificato di Grado I, si trova su Park Road, a sud del paese. Mike Reid, l'attore e comico, fu sepolto nel cimitero dopo la sua morte, il 29 luglio 2007. Adiacente alla chiesa è la casa padronale, che non è aperta al pubblico, anche se ci sono quattro laghi ornamentali che sono aperti per uso ricreativo, tra cui la pesca.